# 伴恵里香
伴 恵里香（ばん えりか、1994年（平成6年）11月5日 - ）は、日本の元女優。
埼玉県出身。身長165cm、スリーサイズは、B80・W59・H86

## 人物・来歴
2014年、ボックスコーポレーションからLD&K Agencyに移籍。移籍後は活動なく退所。

## 出演

### 舞台
- LIPS*S 2012 Summer Theater「春までの距離」（2012年8月16日 - 19日、萬劇場） - ツクシ 役
- girls museum presents「Short Sweet Story 芸術の秋編」（2012年11月15日 - 18日、絵空箱） - 女子高生・菜摘 役[注 1]
- 劇団空感エンジンプロデュース「プレイス」（2013年8月8日 - 12日、Air studio） - 史 役[注 2]
- LIPS*S 2013 Autumn Theater「See You」（2013年11月20日 - 24日、新宿シアターモリエール） - リリー 役

### テレビドラマ
- スプラウト （2012年7月7日 - 9月29日、日本テレビ） - 高校生 役（レギュラー）
- ラストホープ 第1話（2013年1月15日、フジテレビ） - 女子高生 役
- でたらめヒーロー 第7話（2013年5月16日、YTV） - 女子高生 役

### オリジナルビデオ
- 帰ってきた特命戦隊ゴーバスターズVS動物戦隊ゴーバスターズ（2013年6月21日、東映） - 女子生徒 役
- ひきこさんの惨劇（2013年8月2日、アムモ98）
- デス・トラップ -死神の法則- 第二話「呪いの処方箋」（2013年9月4日、楽創舎）